# Уриевский, Василий Викторович
Васи́лий Ви́кторович Урие́вский (род. 11 ноября 1983 года, Саратов) — музыкант, актёр, поэт, автор и исполнитель, вместе с Михаилом Геннадьевичем Гардиным, создателем группы «Gardina», выступает как в дуэте, так и с группой. С 2020 года выступает в составе квартета «Необарды».

## Биография
Родился 11 ноября 1983 года в Саратове.
Окончил среднюю школу № 63 с художественно-эстетическим уклоном в Ленинском районе.
В 2005 году окончил театральный факультет Саратовской государственной консерватории имени Л. В. Собинова.
Пять лет работал в саратовском театре кукол «Теремок» на должности артиста-кукловода.
Занимался пантомимой и работал в музыкальных и театральных проектах, в том числе: «Институт Хорошего Настроения» и Comic jazz BABEL.

## Творчество
Активную концертную деятельность ведёт с 2011 года. Выступает сольно, в дуэте с мульти-инструменталистом Михаилом Гардиным или в составе группы «Gardina»: Василий Уриевский (вокал, гитара, казу), Михаил Гардин (гитара, фортепиано, аккордеон, вокал), Олег Тимашов (бас-гитара, вокал), Арсений Некрасов (барабаны). С 2020 года поёт в составе квартета «Необарды» с Павлом Пиковским, Павлом Фахртдиновым и Романом Луговых (Ромарио).
В апреле 2014 году на студии «Монолит» вышел первый полноформатный альбом Василия Уриевского «Тыщ-Ты-Тыщ», состоящий из 11 песен. Помимо ограниченного тиража на CD альбом доступен на многих музыкальных интернет-площадках (iTunes, Google Play, Яндекс.Музыка и др.). На пять песен с этого альбома сняты видеоклипы.
Многократный участник различных музыкальных фестивалей: «МетаФеста», Фестиваля авторской песни имени Валерия Грушина и других.
Участник шоу телевизионного канала «Россия 1» «Главная сцена 2-й сезон» и проекта «Голос» (5-й сезон) на Первом канале.
Осенью 2016 года в Москве представлен моноспектакль Уриевского «Моя жизнь в искусстве».
С 2017 года служит в Театре на Таганке.

## Личная жизнь
Женат. 24 ноября 2021 года у Василия родилась дочь.

## Дискография

### Альбомы
- «Лучшее ни о чем» (2006-2012)
- «Тыщ-Ты-Тыщ» (2014)
- «Надо быть добрым» (2019 авторское издание)
- «Космос обещает быть тёплым» (2024)

### Видеоклипы
- «Песня ни о чём»
- «Я пришёл на эту землю»
- «Моя жизнь в искусстве»
- «Штучка»
- «Жизнь после свадьбы»
- «Не супер»
- «Весь мир на ладони»
- «Самый лучший начальник»
- «Пальцем в небо» (совместно с группой «Мураками»)
- «Серега говорит…» (совместно с группой «Uma2rman»)
- «Зимама»

## Награды
- Премия города Москвы в области литературы и искусства (2022) — за исполнение главной роли в спектакле «Земляничная поляна»[5]